# アルテリア・ネットワークス
アルテリア・ネットワークス株式会社（英: ARTERIA Networks Corporation）は、東京都港区に本社を置く電気通信事業会社。
2014年（平成26年）2月1日付けで、丸紅アクセスソリューションズが株式会社UCOMを吸収合併し発足した。
当項では、当社の前身である丸紅アクセスソリューションズ、並びにUCOMについても記述する。

## 沿革
- 2014年（平成26年）
  - 2月 - 丸紅アクセスソリューションズ株式会社を存続会社として、株式会社UCOMを吸収合併。アルテリア・ネットワークス株式会社に商号変更[2]。
  - 2月 - イーサネット専用線サービス「ダイナイーサ」で100Gメニュー提供開始。
  - 2月 - インターネット回線からイントラネットへVPN接続可能なサービス「VECTANT マルチリモートアクセス」の提供を開始。
  - 4月 - 連結子会社である株式会社U’sISPサービスをアルテリア・エージェンシー株式会社に、株式会社UCOMアクセスエンジニアリングをアルテリア・エンジニアリング株式会社にそれぞれ商号変更[3]。
  - 6月 - クラウド型MDMサービス「VECTANT セキュアデバイスマネージメント｣で、インターネットを経由しない閉域網内での提供も開始。
- 2015年（平成27年）3月 - アルテリア・エージェンシー株式会社を吸収合併。
- 2017年（平成29年）3月 - 株式会社つなぐネットコミュニケーションズを子会社化。
- 2018年（平成30年）12月 - 東京証券取引所一部へ上場[4]。
- 2019年（平成31年）4月 - 私的独占の禁止及び公正取引の確保に関する法律（独占禁止法）違反の疑いで川上潤社長が引責辞任[5]。
- 2022年（令和4年）1月 - 株式会社GameWithとの共同出資会社「GameWith ARTERIA株式会社」の設立を発表[6]。
- 2023年（令和5年）
  - 8月3日 - 親会社の丸紅株式会社とセコム株式会社が株式公開買付けを実施し、丸紅株式会社の株式保有割合が66.67%、セコム株式会社の株式保有割合が24.48%となる[7][8]。
  - 10月18日 - 東京証券取引所プライム市場上場廃止[9][10]。
  - 10月20日 - 株式併合により、株主が丸紅とセコムのみとなる。

## 主なサービス
法人向けサービス
- インターネット接続サービス
- VPN接続サービス
- 専用線サービス
- コロケーションサービス
- モバイル接続サービス
- モバイルデバイスマネージメントサービス
- IP電話サービス
- セキュリティサービス

個人向けサービス
- インターネット接続サービス
- IP電話サービス
- モバイルインターネットサービス
- 電力一括受電サービス
- ホームエネルギーマネージメントサービス

## 連結子会社
- アルテリア・エンジニアリング株式会社（旧・株式会社UCOMアクセスエンジニアリング）
- 株式会社つなぐネットコミュニケーションズ（アルテリア・ネットワークスが80パーセント出資）

## 丸紅アクセスソリューションズ株式会社
丸紅アクセスソリューションズ株式会社（英: Marubeni Access Solutions Co., Ltd.）とは、かつて存在した電気通信事業を手がける企業。本社を東京都千代田区大手町に置いていた。
前述のとおり、2014年（平成26年）2月1日付でUCOMを吸収合併し、アルテリア・ネットワークス株式会社に商号変更した。

### 沿革
- 1997年（平成9年）11月 - グローバルアクセス株式会社として設立。
- 2000年（平成12年）
  - 1月 - 国内専用線サービス（東京 - 阿字ヶ浦間）提供開始。
  - 2月 - 国際専用線サービス（日米間）提供開始。
  - 3月 -  グローバルソリューション株式会社設立。
  - 3月 - 東京都中央区にデータセンター「ComSpaceⅠ」を開設。
- 2001年（平成13年）
  - 6月 -
    - イーサネット専用線サービス「ダイナイーサ」提供開始。
    - 2.5G/10G国内専用線サービス提供開始。

  - 12月 - 東京都新宿区にデータセンター「Com Space II」開設。
- 2003年（平成15年）9月 - IP-VPNサービス 「VECTANTクローズドIPネットワーク」提供開始。
- 2007年（平成19年）
  - 3月 - モバイルアクセスサービス「VECTANT セキュアモバイルアクセス」提供開始。
  - 4月 - グローバルソリューションを株式会社ヴェクタントへ商号変更。
- 2010年（平成22年）
  - 8月 - 東京都にデータセンター「Com Space Ⅲ」を開設。
  - 12月1日 - グローバルアクセスがヴェクタントを吸収合併し、丸紅アクセスソリューションズ株式会社へ 商号変更[11]。
- 2011年（平成23年）
  - 6月 - 大阪府大阪市にデータセンター「Com Space WEST」を開設。
  - 11月 - クラウド型モバイルデバイスマネージメント（MDM）サービス「VECTANT セキュアデバイスマネージメント」提供開始。
- 2014年（平成26年）2月1日 - 株式会社UCOMを吸収合併し、アルテリア・ネットワークス株式会社に商号変更[12]。

### 主な子会社
- 株式会社ヴェクタント（英: VECTANT）‐ 電気通信事業者。2000年（平成12年）3月にグローバルソリューション株式会社として設立され、2007年（平成19年）4月に株式会社ヴェクタントに商号を変更。2010年（平成22年）12月1日にグローバルアクセスに吸収合併されて消滅した。

## 株式会社UCOM
株式会社UCOM（ユーコム）とは、かつて存在した、光ファイバーを用いたインターネット接続サービス (ISP) のインフラ構築・運用を行う電気通信事業者である。ISP事業者に光ファイバー網を提供し個人・法人向けにサービス事業を展開していた。本社は東京都港区に置いていた。
前述のとおり、2014年（平成26年）2月に丸紅アクセスソリューションズと合併し、アルテリア・ネットワークスとなった。吸収合併のため法人格が消滅した。

### 沿革

#### 歴代社長
- 初代法人
  - 宇野康秀 2000年 - 2004年
  - 鈴木達 2004年 - 2007年
  - 武林聡 2007年 - 2010年
  - 鈴木孝博 2010年 - 2013年
- 2代目法人
  - 鈴木孝博 2013年
  - 大澤智憲 2013年 - 2014年

#### 初代法人
- 2000年（平成12年）
  - 7月 - 有線ブロードネットワークスほかの出資で、株式会社ユーズコミュニケーションズとして設立。
  - 7月 - 第一種電気通信事業の許可を取得。
- 2001年（平成13年）
  - 3月1日 - 事業開始届出書を総務省に提出、東京都世田谷区、渋谷区で光ファイバーインターネット接続サービス開始。
  - 9月1日 - 政令指定都市の北海道札幌市、宮城県仙台市、愛知県名古屋市、大阪府大阪市、兵庫県神戸市、京都府京都市、広島県広島市、福岡県福岡市、福岡県北九州市の各一部地域、へサービスエリア拡大。
- 2002年（平成14年）6月 - 法人向け100Mbps 光ファイバーインターネット接続サービス開始。
- 2003年（平成15年）
  - 4月 - 第一種電気通信事業者等に光ファイバー芯線を貸出する、光ファイバー芯線賃貸業を開始。
  - 5月 - ソニーコミュニケーションネットワークと提携し、光ファイバーインターネット接続サービス「So-net 光（UCOM）」を開始。
  - 7月 - 法人向け1Gbps 光ファイバーインターネット接続サービス開始。
  - 9月 - 集合住宅向け光ファイバーインターネット接続サービスVDSL16Mbpsを開始。
  - 11月 - 電気通信事業者向けIPトランジットサービスの提供を開始。
- 2004年（平成16年）
  - 4月 -
    - 電気通信事業（全部認定）の登録。
    - スカイパーフェクト・コミュニケーションズと提携し、光ファイバー網を利用した有料多チャンネルサービス「ピカパー!」を開始。

  - 7月 - 集合住宅向け光ファイバーインターネット接続サービスVDSL100Mbpsを開始。
- 2005年（平成17年）
  - 4月 - 情報セキュリティマネジメントシステム（ISMS）適合性評価制度の認証取得。
  - 9月 - 本社を東京都目黒区へ移転。
  - 12月 - 商号を株式会社UCOMへ変更。
- 2006年（平成18年）
  - 3月 - USENより法人向け光ファイバーインターネット接続サービス「BROAD-GATE 02（現・UCOM光）」の事業を譲受。
  - 9月1日 -
    - 法人向けに最高通信速度200Mbpsと500Mbpsから選択できる「BROAD-GATE02（現・UCOM光）マルチアクセス」サービスの提供開始。
    - 東京都港区にデータセンターを開設しインターネット・データセンター事業を開始。
- 2007年（平成19年）
  - 4月 - 本社を東京都港区へ移転。
  - 10月 - 株式会社メディアを吸収合併。
- 2010年（平成22年）
  - 4月 - ユニゾン・キャピタルがUCOM株38.99%をUSENから買い取る[14][15]。
  - 6月 - 株式会社森ビルよりインターネット接続（MII）事業を譲受。
  - 9月 - GyaO 光インターネット接続サービスのブランド名称を「spaaqs 光」「Qit 光マンション全戸一括タイプ」に変更。
- 2011年（平成23年）
  - 3月 - イー・モバイルとの協業によるモバイルサービス「UCOMモバイル」の提供を開始。
  - 4月 - フォーバルテレコムとの協業による「スマートひかり」の提供を開始。
  - 6月 - 法人向けSLA付き1Gbpsサービス「スタンダードギガビットアクセス」の提供を開始。
  - 7月 - コーポレートロゴ、コーポレートスローガンを刷新。
  - 9月 - 100%子会社であるU'sISPサービスよりISP事業を譲受、光ファイバーによる固定通信事業のブランドを「UCOM光」に統一。
  - 12月 - 法人向け最大1Gbps最低帯域保証型サービス「プレミアムギガビットアクセス」販売開始、専用ホスティングのat+linkと提携。専用ホスティングサービス「at+link with UCOM」を提供開始。
- 2012年（平成24年）
  - 2月 - UCOM光キャンペーンキャラクターとして山口智充を起用、法人向けサービスの新パートナーシップ制度「with UCOM」を提供開始。
  - 3月 - 個人向け光ファイバーインターネットサービス「UCOM光 全戸セレクトプラン」を提供開始。
  - 6月 - プライバシーマーク使用許諾の認定取得。
  - 8月 - 健康エンターテイメントWebサービス「みらいく」提供開始。
- 2013年（平成25年）
  - 2月 - ビデオオンデマンドサービス「ギガシネマ」提供開始。　
  - 2月 - 電力一括受電サービス「とくエネ」販売開始。

#### 2代目法人
- 2013年（平成25年）
  - 4月18日 - 新たに株式会社UCOMを設立。
  - 12月 丸紅アクセスソリューションズ株式会社との間で、2014年2月1日を効力発生日とする合併契約書を締結。
- 2014年（平成26年）
  - 2月1日 - 丸紅アクセスソリューションズ株式会社と合併。当社は、会社法上は吸収合併され解散[2]。

### 光ファイバー通信サービス
- 個人向けサービス（自社ISPサービス）
  - UCOM光
    - spaaqs（スパークス）光（旧・GyaO光）
    - UCOM光レジデンス　マンション全戸一括タイプ（旧・Qit 光マンション全戸一括タイプ、旧・GyaO光マンション全戸一括タイプ）

  - Qit（クイット）光
  - ICTマンション
- 個人向けサービス（提携ISPサービス）
  - So-net 光
  - Tiki 光
- 法人向けサービス
  - UCOM光
    - スタンダードギガビットアクセス
    - プレミアムギガビットアクセス
    - 光ビジネスアクセス
    - 光ビジネスアクセス ギガプラン
    - 光マルチアクセス／光ギガビットアクセス
    - 光ギガプレミアムアクセス
    - 光プライベイトアクセス
    - 光トランジットアクセス
    - フレッツ・アクセス

### IP電話サービス
- 個人向けサービス
  - UCOM光電話
  - GATE CALL050
- 法人向けサービス
  - UCOM光電話ビジネス
  - ビジネスCALL
  - MEDiA IP PHONE
  - GATE 02 Phone

### モバイルサービス
- 個人向けサービス
  - UCOMモバイル

### データセンターサービス
- 法人向けサービス
  - UCOMデータセンター

### ホームエネルギーマネージメントサービス
- 電力一括受電サービス
  - とくエネ

### ヘルスケア･プラットフォームサービス
- 健康エンターテイメントWebサービス
  - みらいく（2014年（平成26年）10月にサービス廃止）